# 爱丁堡博物馆

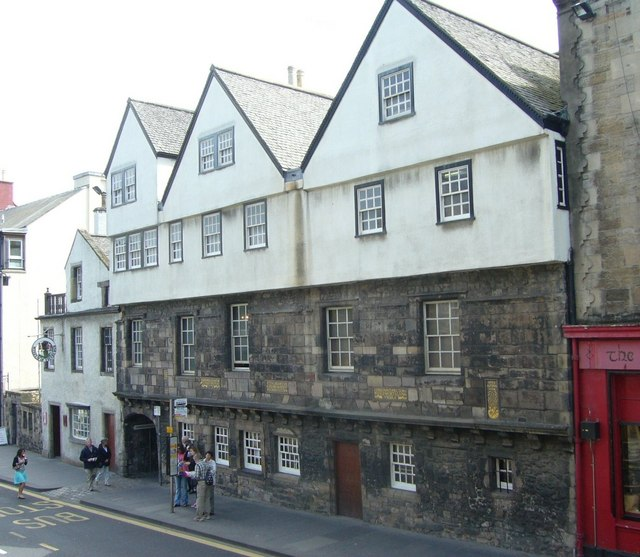

爱丁堡博物馆（Museum of Edinburgh），原名为“亨特利府博物馆”，（Huntly House Museum），是苏格兰爱丁堡的一个博物馆，收藏有关该市的起源、历史和传说的藏品。展品包括1638年在灰衣修士教堂签署的National Covenant的原始副本，以及重建的陆军元帅黑格伯爵在第一次世界大战期间西方战线的总部，后者将展品遗赠给博物馆。
爱丁堡博物馆设于爱丁堡老城皇家一英里的16世纪后期建筑亨特利府，由爱丁堡市议会维护。